# Alla fine/Ma per fortuna
Alla fine/Ma per fortuna sono i due brani contenuti nel primo 45 giri del cantautore Amedeo Minghi.

## Il disco
Dopo aver superato il provino e firmato il contratto con la Dischi Ricordi, Minghi ha l'opportunità di debuttare con un 45 giri: come spesso si usa in quegli anni, viene scelta una cover di un brano inglese, The End (Of the Rainbow), portato al successo da Earl Grant nel 1959, tradotto da Mogol, mentre la canzone sul lato B è scritta da Mogol e Walter Malgoni.
I due brani vengono presentati nella trasmissione televisiva Scala reale. Il disco, però, non ottiene successo, e nel corso degli anni, quando Minghi si affermerà come uno dei più noti cantautori italiani, diventerà una rarità molto ricercata dai collezionisti.
Alla fine, che tra le due è la canzone più melodica, verrà inclusa anni dopo nella raccolta The Platinum Collection, mentre Ma per fortuna, con sonorità vicine al beat, verrà inclusa nell'album Le storie di Mogol, pubblicato nel 2005 su supporto CD.

## Tracce
Lato A
1. Alla fine (testo italiano di Mogol; testo originale e musica di Sid Jacobson e Jimmy Krondes) - 2:39

Lato B
1. Ma per fortuna (testo di Mogol; musica di Walter Malgoni) - 2:36